# ما لین
ما لین (به چینی: 马琳 - Ma Lin) ورزشکار مرد رشتهٔ تنیس روی میز اهل کشور چین است. وی در بین سال‌های ‎۲۰۰۴ تا ۲۰۰۸ میلادی در مسابقات بازی‌های المپیک تابستانی در مجموع ۳ مدال طلا را کسب کرد.